# Shanghai Surprise
Shanghai Surprise (Shanghai Surprise) è un film del 1986 diretto da Jim Goddard e interpretato da Sean Penn e da Madonna. L'ex Beatle George Harrison è il co-produttore esecutivo nonché il coautore della colonna sonora; appare anche in un cameo come cantante in un night.

## Trama
Gloria Tatlock è una bella ragazza del Massachusetts, che abbandona la sua città per diventare una missionaria laica nella Cina del 1937.
Un giorno un carico d'oppio per uso medico da destinare alla cura dei suoi pazienti scompare. Per recuperarlo Gloria assolda Glendon Wasey, un avventuriero che cerca il modo più rapido per procurarsi i soldi per tornare immediatamente negli Stati Uniti. Ma appena la notizia si diffonde a Shanghai, i due diventano il bersaglio dei criminali locali, anch'essi alla ricerca dell'oppio.

## Accoglienza
Con un budget di 15 milioni di dollari, la pellicola ne ha incassati meno di 2 milioni e mezzo negli Stati Uniti, risultando così un vero e proprio flop cinematografico. Anche la reazione della critica fu molto dura e negativa, come testimoniato dai Razzie Awards.

## Riconoscimenti
- 1986 - Razzie Awards
  - Peggior attrice a Madonna
  - Nomination Peggior film
  - Nomination Peggior attore a Sean Penn
  - Nomination Peggior regista a Jim Goddard
  - Nomination Peggior sceneggiatura a John Kohn e Robert Bentley
  - Nomination Peggior canzone originale (Shanghai Surprise) a George Harrison